# Saku Koivu
Saku Koivu (n. 23 noiembrie 1974, Åbo, Finlanda) este un jucător de hochei pe gheață ce a reprezentat Finlanda, medaliat olimpic. A participat la 4 ediții ale Jocurilor Olimpice (1994, 1998, 2006, 2010) în care a câștigat o medalie de argint și o medalie de bronz.